# Partit d'Alliberament del Kurdistan
El Partit d'Alliberament del Kurdistan (kurd: Partîya Rizgariya Kurdistan; turc: Kürdistan Kurtulus Partisi) és un grup polític pankurd que es va fundar el 1976 amb l'objectiu de crear un partit comunista kurd. En 1978 va patir una escissió trotskista (Ala Rizgari) oposada a Abdullah Öcalan i el PKK, i lligada als esdeveniments al kurdistan iraquià fer que la Unió Patriòtica del Kurdistan s'escindís del Partit Democràtic del Kurdistan. Des de l'escissió, el corrent majoritari es considera marxista-leninista però a la dècada de 1980 va quedar eclipsat pel naixement del Partit dels Treballadors del Kurdistan.